# Arte Comunidade
O Projeto Arte e Comunidade tem sido uma ponte de construção de conhecimento e experiência entre Discentes  da Universidade do Estado do Amazonas - UEA e Comunidades, o Arte e Comunidade tem por objetivo principal ser um espaço de formação teatral para os docentes, discentes e comunidades. Foi iniciado em 2013 com a comunidade Colônia Antônio Aleixo localizado na Zona Leste de Manaus. Depois foi ampliado a rede de atuação para o Quilombo Urbano de São Benedito com iniciação de Leonardo Scantbelruy e o PROSAMIM com a profª Doutorando e coordenadora do projeto, Amanda Ayres ambos localizados na Zona Sul. Em diálogo com mais duas professoras da Escola Superior de Artes e Turismo (ESAT), foi agregado A Reserva Indígena Parque das Tribos localizada na Zona Oeste da Cidade (coordenado pela Professora Vanessa Benites Bordin) e ainda busca meios de inserir o Parque Nascente do Mindu localizado na Zona Norte da cidade (coordenado pela professora Selma Maciel Batista). E o projeto segue também no bairro da compensa por meio do Grupo Arte e Cultura Allegriah coordenado por Jackeline Monteiro e Vitor Lima. Todos situados na cidade de Manaus-Amazonas-Brasil. A formação principal de todas e todos os envolvidos é o teatro o que pode ser chamado de "Teatro Comunidade", é trabalhado montagens cênicas com pessoas da própria comunidade envolvida fazendo com que essas pessoas encontre suas potencialidades, o projeto carrega consigo métodos do teatrólogo Augusto Boal com o Teatro do Oprimido (T.O). Desse projeto surgiram algumas publicações em anais, apresentação em rodas conversas e Comunicações.

## Teatro para-de-com-por Comunidade
Para melhor entender o processo de criação é preciso conhecer os conceitos alguns conceitos que são trabalhados antes de chegar ao termo “Teatro-para-de-com-por-comunidades”. Há três termos de comunidades defendido por Nogueira (2007): Teatro para comunidade: Os artistas levam uma obra teatral pronta para ser apresentado na comunidade, sem haver uma investigação sobre a realidade da mesma. Teatro com Comunidade: nesse caso há uma investigação em determinada comunidade, pesquisa-se seus interesses, costumes, cultura entre outras informações e é montada uma obra teatral sobre essa realidade vivida nessa comunidade, a apresentação não precisa necessariamente ser nesse local e  Teatro por comunidade: tem influência de Augusto Boal, membros da comunidade são envolvidos no processo de criação da obra teatral, o povo tem voz, ou seja, pode opinar durante a construção da dramaturgia. Ao conhecer as definições destacadas o grupo de trabalho percebe que no processo de criação são trabalhados os três conceitos de comunidade e em virtude disso surge um novo termo de comunidade defendido por Ayres (2016) na obra “A Arte na Amazônia”, o “Teatro-para-de-com-por e re-com-por” um coletivo de sujeitos híbridos que criam e re-criam suas metodologias e obras artísticas. O trabalho como sendo um processo colaborativo com a divisão de núcleos de Dramaturgia, Direção, Elementos Visuais (maquiagem, figurino, cenário), sonoplastia produção. Todos os envolvidos compartilham ideias, há vários autores na construção da obra teatral, ocorre o que é chamado de criação coletiva. Nesse processo é importante ter um olhar e uma escuta sensível um para com os outros, não somente se tratando do grupo, mas referente ao olhar diante da comunidade em questão.

### Processo Colaborativo
Esse tipo de produção não é algo novo, Nicolete (2002) cita como exemplo, o dramaturgo Tin Urbinatti (1981) que relata sobre a criação do espetáculo pensão liberdade, que depois de pesquisar entre a comunidade operária os elementos que gostariam de ver encenados (situação política do país, corrupção, desmandos etc.), o grupo Forja do Sindicado dos Metalúrgicos, espaço em que efetuou estudos e decidiu pelo tema (ausência de liberdade). Definiram-se, coletivamente o ambiente da pensão e os personagens e, em seguida, o texto foi sendo construído, cena a cena, diálogo a diálogo, amparado por pesquisas históricas, políticas entre outros. Dessa maneira, primeiro surgiu o texto – coletivo – e só depois a encenação, percebe-se que não há uma sequência a ser seguida, pode surgir experimentações para serem desenvolvidas durante o processo, que pode ou não ser inserida no trabalho e mesmo que não seja utilizada no presente trabalho, poderá ser utilizada em outros trabalhos porque a pesquisa é sempre válida.
Nesse tipo de produção há uma investigação coletiva correspondente a um processo colaborativo que requer responsáveis no qual podemos destacar a importância dos núcleos, ou seja, em cada núcleo há um responsável, tudo o que é produzido em sala é experimentado, discutido e registrado pelo dramaturgo até que seja satisfatório quanto ao proposito original da obra. No processo colaborativo a autoria é compartilhada por todos, é dialógico, os núcleos e envolvidos precisam dialogar. Nesta proposta os alunos assumem diferentes papéis em cada subgrupo, sendo coautores da escritura cênica. Na busca da condição de criadores, os alunos ampliam seu repertório expressivo para poder criar não só a forma de representar personagens, como também participar da análise dramatúrgica nos papeis de ator. Só é possível saber se alguma experimentação dará certo se arriscarmos fazê-la, arriscar também faz parte do processo colaborativo, é próprio do pensar certo a disponibilidade ao risco, a aceitação do novo que não pode ser negado ou acolhido só porque é novo, assim como o critério de recusa ao velho não é apenas o cronológico. O velho que preserva sua validade ou que encarna uma tradição ou marca uma presença no tempo continua novo.